# Kaysefe
Il Kaysefe è un tipo di dessert turco a base di frutta secca e burro fuso. Esso è una specialità regionale di Erzurum. Per la sua preparazione possono essere usati frutti diversi tra cui albicocche secche o gelsi. Per prima cosa la frutta secca viene bollita in acqua con zucchero. Il burro viene spalmato sulla frutta bollita e il dessert viene guarnito con noci tritate o macinate, pistacchi o nocciole.